# Старо-Альфимово
Старо-Альфимово — опустевшая деревня в Удомельском городском округе Тверской области.

## География
Деревня находится в северной части Тверской области на расстоянии приблизительно 16 км на восток по прямой от железнодорожного вокзала города Удомля на левом берегу речки Середницы.

## История
Известна с 1859 года, когда здесь (тогда и до 1911 года Альфимово) было владение помещика А. И. Мельницкого. Дворов (хозяйств) в ней было 7 (1859 год), 12 (1886), 16 (1911), 13 (1961), 2 (1986), 0 (1999). В советское время работали колхозы «Заря», «Коллективный труд», «Активист» и совхоз «Еремковский». До 2015 года входила в состав Еремковского сельского поселения до упразднения последнего. С 2015 года в составе Удомельского городского округа.

## Население
Численность населения: 42 человека (1859 год), 69 (1886), 83 (1911), 33 (1961), 3 (1986), 7 (русские 100 %) в 2002 году, 0 в 2010.